# شا آمون إن سو
شا آمون إن سو كانت كاهنة ومغنية مصرية عاشت في طيبة خلال النصف الأول من القرن الثامن قبل الميلاد، وكانت مسؤولة عن واجبات احتفالية في معبد الكرنك، مكرسة للإله آمون. كانت شا آمون إن سو من هيسيت، أي عضوًا في المجموعة الأولى من المطربين ذوي الوظائف الطقسية النشطة في معبد آمون. بعد وفاتها، التي يُعتقد أنها حدثت في سن الخمسين تقريبًا، تم تحنيط المغنية ووضعها في تابوت مصنوع من الجص والخشب متعدد الألوان. منذ إغلاقها، قبل أكثر من 2700 عام، لم يتم فتح تابوت شا آمون إن سو، طوال تاريخها، مع الحفاظ على مومياء المغنية، وهي ميزة أعطتها ندرة شديدة.
قدم الخديوي إسماعيل باشا التابوت الحجري ومومياءه كهدية للإمبراطور البرازيلي دوم بيدرو الثاني أثناء سفره الثاني إلى مصر عام 1876. أصبحت عناصر مميزة معروضة في قصر ساو كريستوفاو، ودمج مجموعة بيدرو الثاني الخاصة حتى إعلان الجمهورية، في عام 1889، عندما أصبحت جزءًا من المجموعة المصرية للمتحف الوطني في ريو دي جانيرو. ومع ذلك، أدى حريق واسع النطاق في المتحف في 2 سبتمبر 2018 إلى تدمير التابوت الحجري والمومياء، بالإضافة إلى جميع القطع الأثرية تقريبًا في العرض الدائم.

## سيرة شخصية

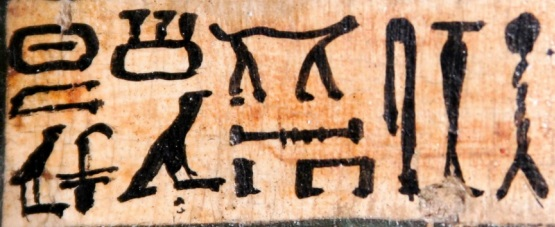
نقش هيروغليفي لاسم شا آمون إن سو ولقبها على التابوت الحجري

ولدت شا آمون إن سو حوالي 800 قبل الميلاد، خلال الأسرة الثانية والعشرين في مصر. يأتي اسمها وجميع المعلومات المتعلقة بحياتها تقريبًا من النقوش الهيروغليفية في تابوتها.
من المعروف أنها كانت "مطربة ملاذ آمون"، بمعنى أنها كانت مغنية ذات مهام كهنوتية في خدمة معبد الكرنك في مدينة طيبة القديمة (الأقصر حاليًا)، المكرسة للإله آمون. كانت طيبة واحدة من أهم المراكز الدينية في مصر القديمة، حيث تجمع مجمعًا من المعابد ومئات العمال، من بينهم الكهنة والكتبة والمغنون والموسيقيون والمديرون والموظفون، وكان الكرنك معبدًا رئيسيًا لها.
كانت هناك عدة فئات من المغنين الكهنوتيين في ضريح آمون. تنتمي شا آمون إن سو إلى المجموعة الرئيسية المسماة حسيت، وهي نساء مارسن وظائف طقسية وغنَّت ترانيم تكريماً للإله آمون في الاحتفالات والمهرجانات المقدسة، إما كعازفات منفردة أو برفقة جوقات نسائية. استمر تقليد الهيست في طيبة بين القرنين التاسع والسادس قبل الميلاد، بالإضافة إلى الترانيم الدينية، كانوا مسؤولين عن مساعدة "زوجة الله لآمون" خلال طقوس المعبد.

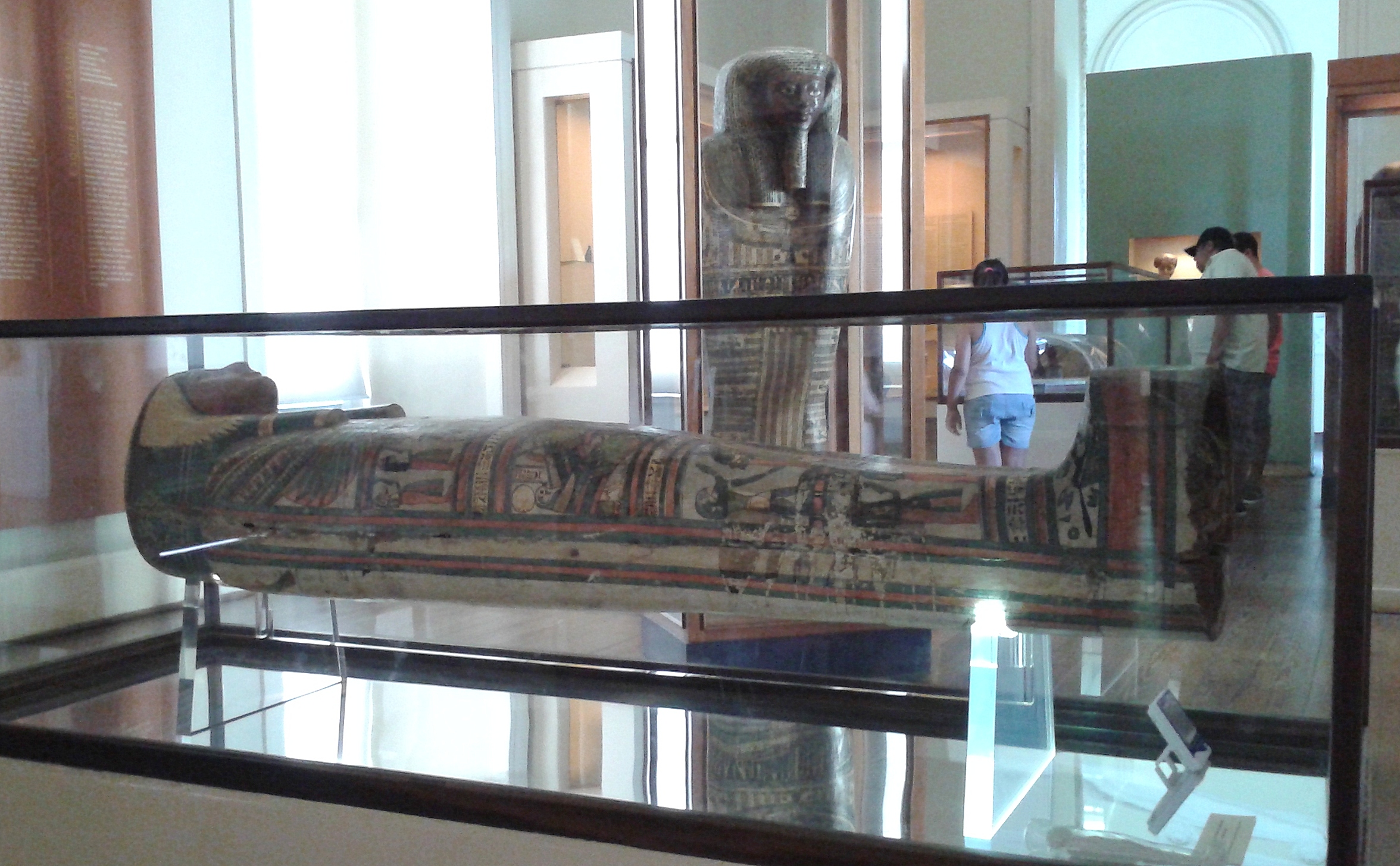
تابوت شا آمون إن سو

لم يكن هيسيت ملزمًا بالعيش بشكل دائم في المعبد، وقد حضر العديد منهم فقط لتنفيذ الاحتفالات. ومع ذلك، فقد امتثلوا لقواعد السلوك الصارمة. ويفضل أن يظلوا طاهرين، ولكن بغض النظر عن ذلك، فقد اعتبروا أنقياء لدرجة أنهم يؤدون هداياهم في بناء مهم ورمزي مثل معبد آمون. على الرغم من أنهم لم يكونوا أعضاء في النبلاء المصريين، فقد تم اختيار المطربين من بين أعضاء النخب المحلية وتم إعدادهم للوظيفة منذ سن مبكرة، حيث تم "تبنيهم" من قبل مطرب أكبر سنًا كان بمثابة معلمهم، وفي الواقع، " الأم بالتبني".
لا توجد معلومات حول عائلة شا آمون إن سو البيولوجية أو الأم الحاضنة. من المحتمل أن تكون، مثل معظم حست، من عائلة ثرية مرتبطة تقليديًا بالأنشطة الكهنوتية. ومع ذلك، فمن المعروف أن لديها "ابنة بالتبني"، استنادًا إلى نقوش تابوت آخر محفوظ حاليًا بالمتحف المصري بالقاهرة تابوت مطربة تدعى ميرست آمون، والتي تشير كتاباتها الهيروغليفية إلى أنها كانت " ابنة ". شا آمون إن سو، مغني ضريح آمون ". عاش شا آمون إن سو حتى حوالي 50 عامًا، وفقًا للأبحاث التي أجراها مختبر علم المصريات بالمتحف الوطني. لا يمكن تحديد أسباب الوفاة.

## مومياء
بعد وفاة المطربة، تم تحنيط جسدها من قبل قساوسة مصريين ووضعها في تابوت. لم تتم إزالة غطاء تابوت شا آمون إن سو، مما منع المومياء من الدراسة بالعين المجردة. وهكذا، فإن جميع تحليلات الهيكل الداخلي للتابوت وحالة المومياء تعتمد على فحوصات الأشعة السينية والتصوير المقطعي والمسح ثلاثي الأبعاد. كان للمجموعة المكونة من التابوت الحجري ومومياءه قيمة تاريخية وعلمية كبيرة، لا سيما فيما يتعلق بمعرفة الممارسات والطقوس الجنائزية في معبد أومون، حيث أن مومياوات المطربين المصريين نادرة وحتى أندر مومياوات المطربين المودعين فيها. توابيت مختومة.
كانت بعض ميزات عملية تحنيط شا-آمون-إن-سو محددة تمامًا وأبرزت ندرتها. على الرغم من أن معظم عمليات التحنيط اتبعت إجراءات تقليدية، مثل نزع أحشاء الجسم ولفه بضمادات من الكتان، إلا أن البحث قام بتنسيقه عالم الآثار أنطونيو برانكاغليون جونيور، أمين المجموعة المصرية بالمتحف الوطني، كشف أن حلق المومياء كان مغطى بضمادات مغطاة بالراتنج. تشير هذه الخصوصية إلى اهتمام الكهنة بالتحنيط لحماية منطقة تعتبر "حيوية" بالنسبة للمغنية ذات الوظائف الشعائرية التي، وفقًا للمعتقدات المصرية، ستستمر في استخدام هديتها في الحياة الآخرة.
يحتفظ معهد الدراسات الشرقية بجامعة شيكاغو في مجموعته بمومياء أخرى موجودة أيضًا في تابوت مختوم يُدعى ميريسامون ("محبوب آمون" باللغة المصرية). مثل شا آمون إن سو، كانت أيضًا مغنية في معبد آمون خلال الأسرة الثانية والعشرين، وتتميز مومياؤها أيضًا بنوع من الحماية في حلقها. كانت مريسامون تبلغ من العمر حوالي 30 عامًا عند وفاتها. فمها وحنجرتها مبطنان بحماية مبطنة، على ما يبدو مصنوعة من الأرض المضغوطة والضمادات. بناءً على هذه الخصائص المشتركة بين المومياوات، افترض برانكاليون أن هناك معايير محددة لتحنيط النساء المسئولات عن ترانيم الترانيم والأغاني في معبد الكرنك.
فشل التحليل التشريحي لمومياء شا آمون إن سو في تحديد سبب وفاتها. من المعروف، على أي حال، أن المغنية كانت تبلغ من العمر حوالي 50 عامًا عندما توفيت. وبدا أن جثة المومياء في حالة جيدة، دون إصابات. سمحت الفحوصات أيضًا بملاحظة فضول نادر جدًا للأسنان: المومياء لا تزال تحتفظ بجميع أسنانها تقريبًا، وتفتقد واحدة فقط. خضعت مومياء شا آمون إن سو أيضًا لمسح ليزر ثلاثي الأبعاد بتنسيق من خورخي لوبيز، من نواة التجربة ثلاثية الأبعاد بالجامعة البابوية الكاثوليكية في ريو دي جانيرو. سمح هذا الإجراء بتوليد ملفات بيانات ثلاثية الأبعاد (تسمى "الإحداثيات المتعامدة") والتي كانت بمثابة الأساس لعمل نسخة طبق الأصل صغيرة الحجم من الهيكل العظمي للمغني.

## المشغولات الجنائزية
حدد تحليل التصوير المقطعي، بتنسيق من اختصاصي الأشعة إيوجيرو كوروكي، تحت إشراف أخصائية علم الأمراض القديمة شيلا ميندونكا من فيوكروز، العديد من التمائم ذات الوظائف النذرية المخزنة داخل التابوت، بما في ذلك جعران القلب، وهو قطعة أثرية تتعلق بالإيمان المصري بقيامة الموتى. يتكون الجعران القلبي لشا آمون إن سو من حجر أخضر بيضاوي الشكل، مرصع في لوحة ذهبية ومرفق بحبل ذهبي، مع كتابة اسم المغنية بالهيروغليفية. غالبًا ما يتم وضع هذه القطع الأثرية على قلب المومياء وكانت لها وظيفة "استبدالها" في الحالات التي يتم فيها استخراج العضو أثناء عملية نزع الأحشاء. وبهذه الطريقة سعى الكهنة إلى الحفاظ على "سلامة" المتوفى في الآخرة، فضلاً عن الوظائف والحالات والخصائص وغيرها من الصفات التي ربطها المصريون القدماء بالقلب، مثل الذكاء والمشاعر.

## التابوت الحجري

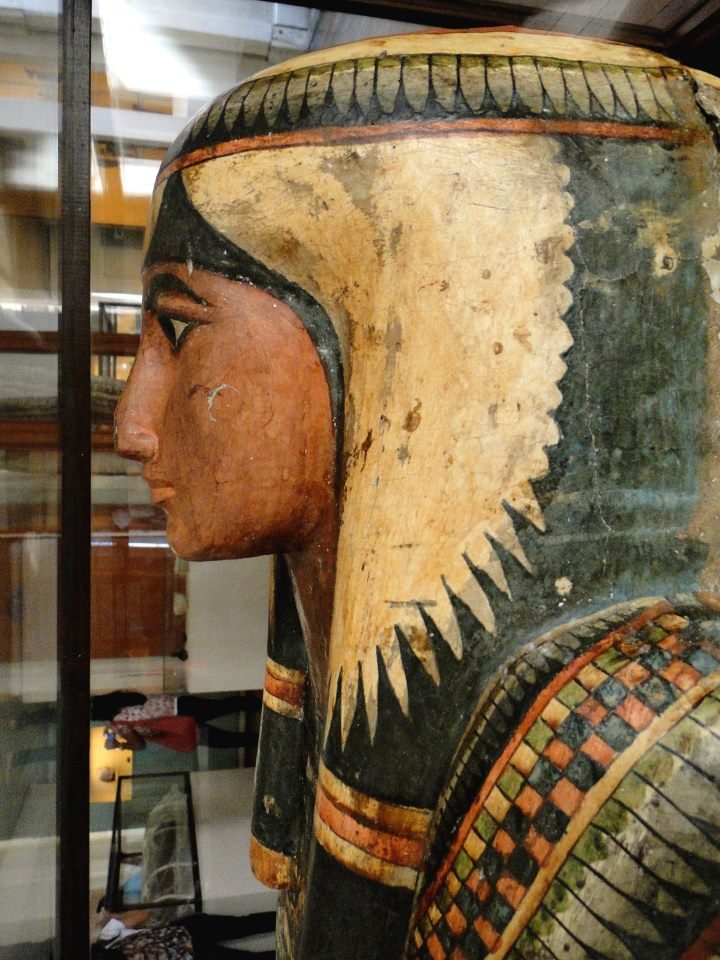
تفاصيل وجه الملف الشخصي على تابوت شا آمون إن سو.

كان تابوت شا آمون إن سو مكونًا من صندوق وغطاء، وكلاهما منحوت في الخشب الجصي متعدد الألوان. كان ارتفاعه 1،58 متراً وصُنع حوالي 750 قبل الميلاد. طوال ما يقرب من ثلاثة آلاف عام من التاريخ، حيث تم ختمه بجسد المغنية المحنط وتمائمها النذرية، لم يتم فتح التابوت الحجري أبدًا. لقد كان مثالًا تمثيليًا للغاية للفن الجنائزي المصري من القرنين الثامن والتاسع قبل الميلاد، ويتميز بغزارة الإشارات إلى اللاهوت الهليوبوليتاني.
تم تزيين الجزء العلوي من غطاء التابوت بوجه أنثوي، سعى إلى تمثيل اللون الطبيعي للجلد، تعلوه غطاء رأس أزرق مزين بأجنحة نسر صفراء وشرائط صفراء وحمراء. برزت ظلال من اللون الأخضر الداكن والأحمر والأصفر على خلفية بيضاء. في ارتفاع الصدر، كان هناك تمثال للإلهة نوت وتمثيل طائر برأس كبش بأجنحة ممتدة فوق الغطاء، مما يرمز إلى الحماية. مخالب الطائر وذيله يحيط بهما ثعبان، أحدهما بتاج صعيد مصر والآخر بتاج مصر السفلى. تم تمثيل أبناء حورس الأربعة في أزواج، زوج واحد أمام كل ثعبان. على الجانب الأيمن كانت أولاد حورس بشري وحابي برأس قرد، وعلى الجانب الأيسر دواموتيف برأس ابن آوى و قبهسنوف برأس صقر. في منطقة الساقين تم تمثيل تمائم الإله أوزوريس، تحيط بها الآلهة. تم فصل نصفي التابوت بواسطة علامة عنخ، رمز الحياة، والتي تكررت في شريطين آخرين. أخيرًا، كان هناك تمثيل للمغني الروح عند قدماء المصريين كان يُفهم في نفس الوقت على أنه مكون روحي للبشر والآلهة والحيوانات، كمبدأ ميتافيزيقي متعلق بفردية الوجود وكعنصر ديناميكي ينفصل عن الجسد بعد الموت، يقترب بهذا المعنى من المفهوم الغربي للروح.
في ظهر التابوت وخارجه، كان هناك تمثيل لعمود الجد العظيم، وهو علامة على الاستقرار المرتبط بأوزوريس، إله الآخرة المصري، الذي حكم العالم السفلي والأموات. في أجزاء مختلفة من التابوت، كانت هناك عصابات ذات نقوش هيروغليفية، تم تحليلها ودراستها من قبل علماء مصريات مختلفين، مثل كينيث كيتشن وألبرتو تشايلد. كان المطبخ أول من حدد المومياء، وقام بفك رموز مجموعتين من الحروف الهيروغليفية المميزة التي ربطت اسمها بمهنتها. حملت الفرقة الأولى نقشًا "ذبيحة يقدمها الملك لأوزوريس، رئيس الغرب، إله عظيم، رب أبيدوس - صنع لأجل ؟ مغني الضريح لعمون شا آمون إن سو ". في السطر الثاني من الكتابة الهيروغليفية تمت قراءة: " عرض يقدمه الملك [ل] بتاح-سوكر-أوزوريس، رب ضريح شتايت - صنع من أجل؟ مغني ضريح عمون، شا آمون إن سو ".

## تاريخ

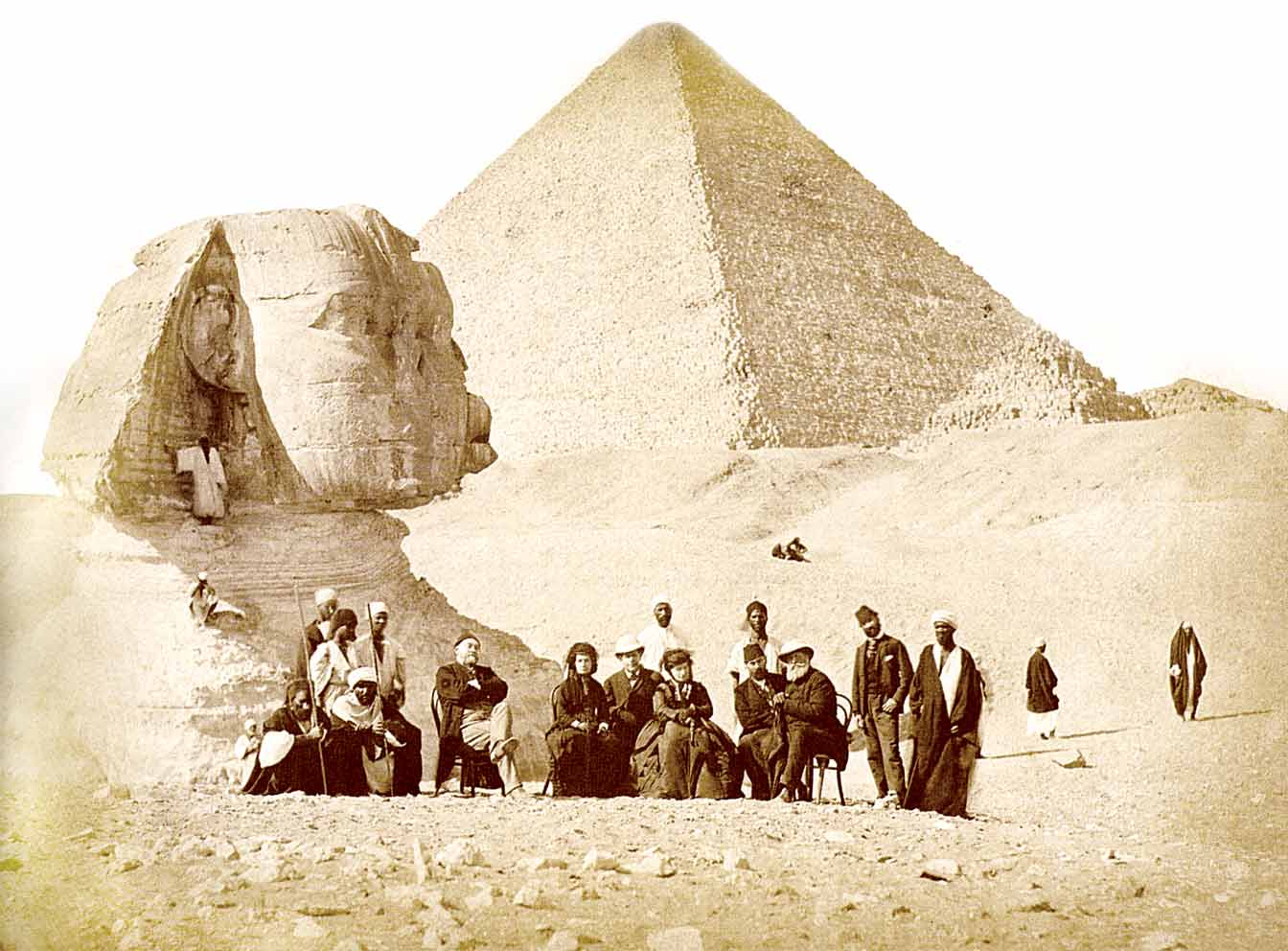
قام الإمبراطور بيدرو الثاني والوفد المرافق له بزيارة الأهرامات المصرية عام 1876.

هناك معلومات شحيحة عن تابوت شا آمون إن سو في فترة ما قبل القرن التاسع عشر. لا يوجد سجل للتاريخ أو الموقع الأثري الدقيق حيث تم العثور على التابوت (على الرغم من أنه من المعروف أنه أتى من مجمع طيبة الغربي الشاسع)، ولا توجد أي معلومات حول عملية دمج التابوت في مجموعات الخديوي المصري.
في عام 1876، أثناء الزيارة الثانية للإمبراطور دوم بيدرو الثاني لمصر، قدم إسماعيل باشا التابوت الحجري كهدية لملك البرازيل. في المقابل، قدم بيدرو الثاني كتابًا إلى الخديوي. كان بيدرو الثاني، وهو عالم مصريات هواة ومتحمس للثقافة المصرية، شغوفًا خاصًا بالتابوت الحجري، الذي سرعان ما أصبح أحد أكثر القطع ذات الصلة في مجموعته الخاصة. أبقاه الإمبراطور واقفاً في مكتبه في قصر ساو كريستوفاو.
أثناء مروره عبر مجموعة بيدرو الثاني، تضرر التابوت الحجري في حالة حدوث عاصفة. سقط التابوت الحجري بسبب الرياح، وتحطم في إحدى نوافذ مكتب الإمبراطور وتفتت جانبه الأيسر. تمت استعادته لاحقًا، لكن التدخل ظل مرئيًا منذ ذلك الحين. سيتم تنفيذ عمليات ترميم أخرى في العقود التالية بهدف القضاء، قبل كل شيء، على تهديدات النمل الأبيض والدبابير، التي تجتذبها قدمية الخشب.
بقي التابوت في قصر ساو كريستوفاو بعد إعلان الجمهورية في عام 1889، وتم دمجه لاحقًا في مجموعة الآثار المصرية بالمتحف الوطني في ريو دي جانيرو. منذ دمجه في مجموعة المتحف، كان التابوت الحجري دائمًا أحد أكثر القطع تميزًا في المجموعة، حيث كان بمثابة أساس لعدد كبير من الأبحاث العلمية والرسائل العلمية والدراسات التي طورها باحثون من الجامعة الفيدرالية في ريو دي جانيرو وغيرها من المؤسسات العلمية البرازيلية والأكاديميين من مختلف أنحاء العالم. في عام 2015، وتعليقًا على أهمية وتفرد التابوت الحجري ومومياء شا آمون إن سو، قال أمين مجموعة المتحف الوطني المصري، أنطونيو برانكاليون جونيور:
| « | إذا كان لديك مومياء، لديك مومياء، إذا لم يكن لديك، فلن تحصل على واحدة بعد الآن. إذا فقدناها، فلن نحصل على أي شيء آخر مشابه عن بعد. علينا أن نبقيها حتى النهاية. | » |

في 2 سبتمبر 2018، دمر حريق كبير مبنى المتحف الوطني والكثير من المجموعة المعروضة، بما في ذلك تابوت شا آمون إن سو، مع مومياءه وجميع القطع الأثرية المحفوظة بداخله. في الحريق، فقدت أيضًا المومياوات والتوابيت الأخرى للمجموعة، إلى جانب معظم المجموعة الأثرية. أحدث الحريق ضجة كبيرة في الأوساط الأكاديمية والعلمية والثقافية في البرازيل والعالم.

## روابط خارجية
- Página oficial do Museu Nacional
- "O último ato da favorita do imperador" - Artigo sobre شا آمون إن سو na Revista Pesquisa Fapesp